# Malu (tatuaż)

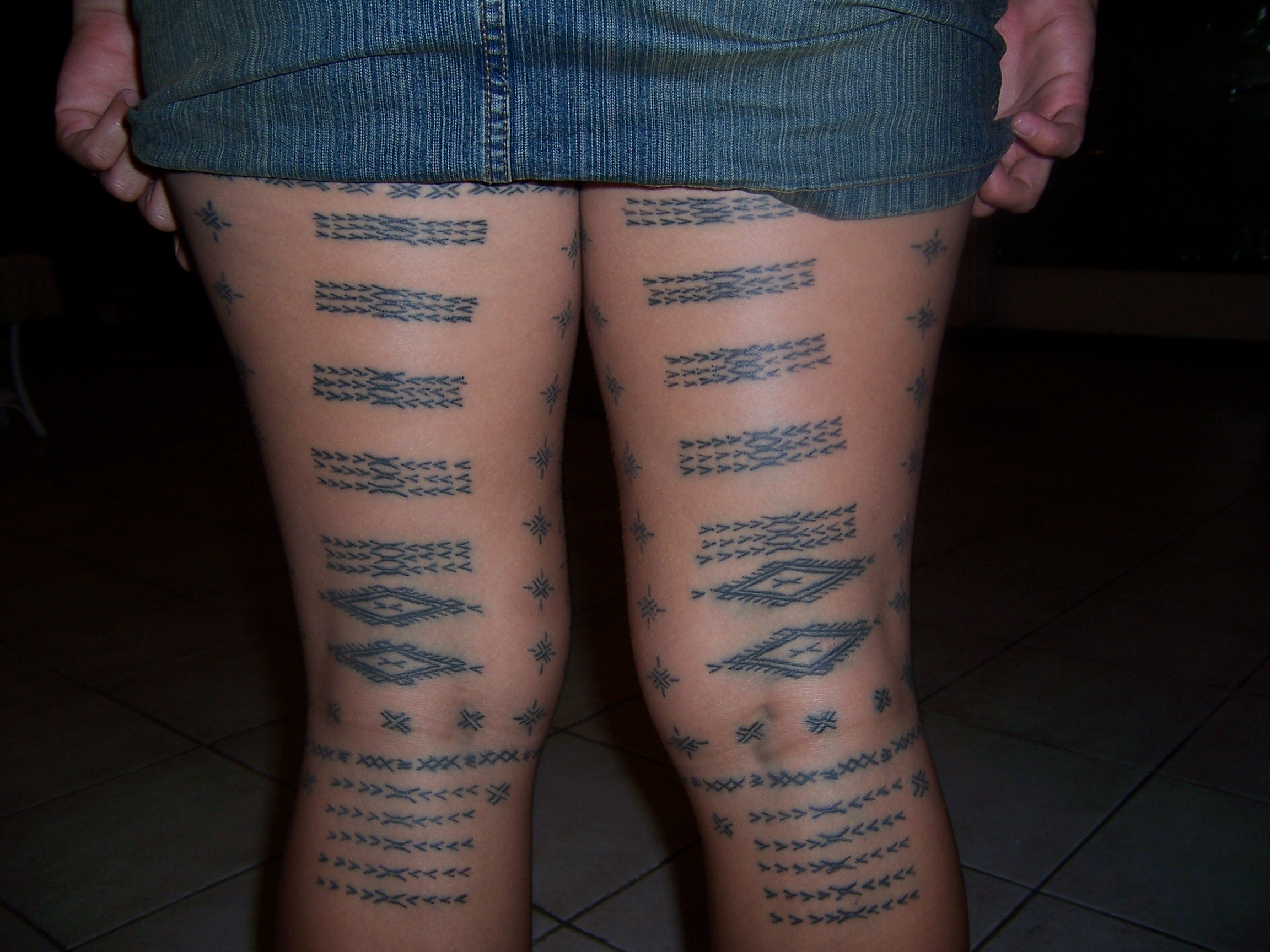

Malu – tradycyjny tatuaż samoański, przeznaczony dla kobiet. W porównaniu do tatuażu peʻa charakteryzuje się prostszym wzorem.